# Ismat Gayibovstadion
Het Ismat Gayibovstadion is een voetbalstadion in de Azerbeidzjaanse stad Bakoe. In het stadion spelen de reserves van Neftçi Bakoe haar thuiswedstrijden.